# ناحیه فال کریک (شهرستان آدامز، ایلینوی)
ناحیه فال کریک، شهرستان آدامز، ایلینوی (به انگلیسی: Fall Creek Township) یک منطقهٔ مسکونی در ایالات متحده آمریکا است که در شهرستان آدامز، ایلینوی واقع شده‌است. ناحیه فال کریک ۵۲۹ نفر جمعیت دارد و ۱۴۶ متر بالاتر از سطح دریا واقع شده‌است.